# Stephen Ackles

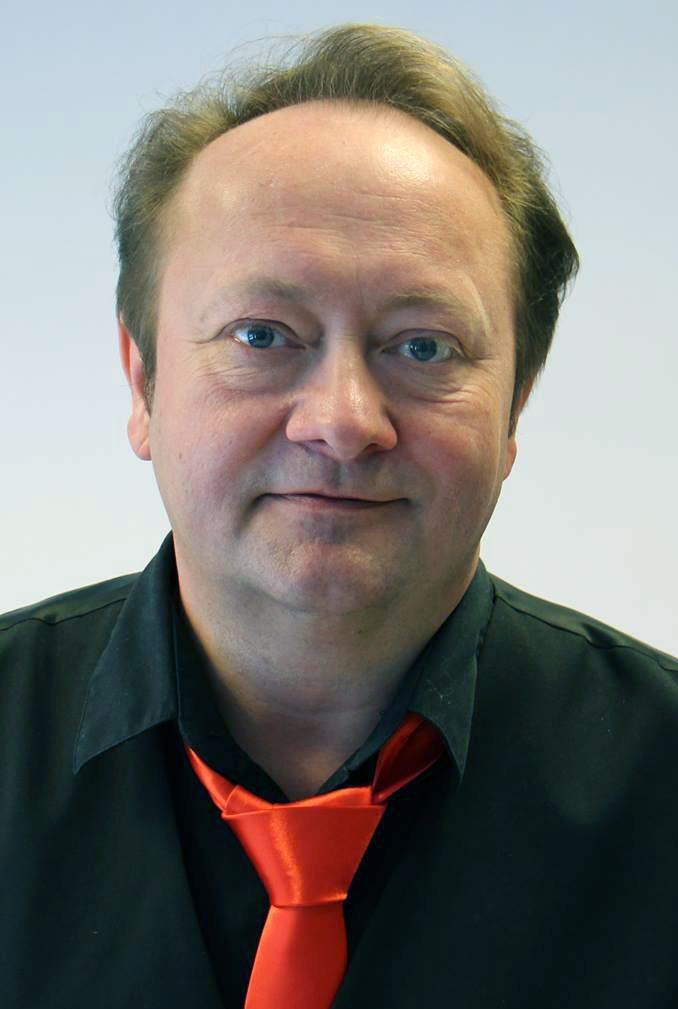
Stephen Ackles

Stephen Ackles (ur. 15 lutego 1966 w Breviku, zm. 28 września 2023 w Langhus) – norweski piosenkarz, pianista i autor tekstów. Gra głównie rock 'n' roll inspirowany Jerry Lee Lewisem, Chuckiem Berrym, Little Richardem, Elvisem Presleyem i innymi.
Syn norweskiej matki (Bergliot Kittilsen) i amerykańskiego ojca (Allan Dale Ackles). 

## Dyskografia
- 1988 Stephen Ackles and The Memphis News
- 1990 I Ain't No Different Than You
- 1991 If This Ain't Music
- 1992 Hey You
- 1993 Rarities vol. 1
- 1993 Let's Keep the Night
- 1995 One for the Moon
- 1996 Rockin' My Life Away (album koncertowy)
- 1997 Sulten på livet
- 1999 The Gospel According to Stephen Ackles
- 2002 I Believe
- 2005 Stephen Ackles
- 2007 The Presley Project